# Navegação (robótica)
Para qualquer robô móvel, a capacidade de navegar no ambiente em que se encontra é essencial. Em primeiro lugar, a navegação deve evitar situações perigosas, como colisões, e condições inseguras (temperatura, radiação, exposição ao clima, etc.). No entanto, se o robô tiver objetivos relacionados a locais específicos neste ambiente, ele deverá ser capaz de encontrar esses locais. Na Robótica, a navegação é a capacidade do robô em determinar sua própria posição e, em seguida, planejar um caminho para algum local desejado, chamado meta. Para navegar em seu ambiente, o robô, ou qualquer outro dispositivo móvel, requer uma representação do ambiente, um mapa, e a capacidade de interpretar essa representação.[carece de fontes?]
A navegação pode ser definida como a combinação das três competências fundamentais:[carece de fontes?]
1. Auto-localização
2. Planejamento de rota
3. Construção e interpretação de mapas

A competência de localização do robô denota a capacidade do robô de estabelecer sua própria posição e orientação dentro do quadro de referência, ou seja, saber em que posição do mapa o robô se encontra. O planejamento de rota é efetivamente uma extensão da localização em que dadas a posição atual do robô e da posição da meta, no mesmo quadro de referência ou coordenadas, é possível traçar uma rota que deverá ser perseguida pelo robô e que será otimizada em relação a algum parâmetro (como distância ou tempo).[carece de fontes?] A representação do ambiente pode ser realizada de diversas formas, as duas formas mais comuns são a representação métrica e a representação topológica (grafo). Alguns sistemas de navegação robóticos são capazes de realizar a localização e mapeamento simultaneamente.

## Navegação baseada em visão
A navegação baseada em visão, ou navegação óptica, utiliza algoritmos de visão computacional e sensores ópticos, incluindo sensor de distância a laser e câmeras fotométricas de matrizes CCD, para extrair os recursos visuais necessários para a localização no ambiente baseado no que é visível nos arredores.[carece de fontes?] No entanto, existem várias técnicas para navegação e localização usando informações de visão, os principais componentes[carece de fontes?] de cada técnica são:
- representações do ambiente
- modelos de detecção
- algoritmos de localização

### Navegação em ambientes internos
A maneira mais fácil de fazer um robô ir para um local de objetivo é simplesmente guiá-lo para esse local. Essa orientação pode ser realizada de diferentes maneiras: enterrando ímãs no chão, pintando linhas no chão ou colocando beacons, marcadores, códigos de barras etc. no ambiente.[carece de fontes?] Robôs navegados por esses guias são conhecidos como veículos guiados automatizados (AGVs) e são usados em cenários industriais para tarefas de transporte. A navegação interna de robôs também é possível por dispositivos de posicionamento interno baseados em sensores inerciais.

### Navegação em ambientes externos
Alguns algoritmos recentes de navegação em ambientes externos são baseados em redes neurais convolucionais e aprendizado de máquina.

### Controladores de voo autônomo
Controladores de voo autônomo de código aberto típicos têm a capacidade de voar no modo totalmente automático e executar as seguintes operações[carece de fontes?]:
- Decolar do chão e voar para uma altitude definida
- Voar para um ou mais pontos alvo
- Órbitar em torno de um ponto designado
- Retornar à posição de lançamento
- Descer com uma velocidade especificada e aterrissar a aeronave

O controlador de voo a bordo utilizada-se de GPS para navegação e voo estabilizado e, com frequência, conta também com "sistemas baseados em satélite aumentados" (SBAS) e sensor de altitude (pressão barométrica).

## Navegação inercial
Alguns sistemas de navegação para robôs aéreos são baseados em sensores inerciais.

## Navegação acústica
Veículos subaquáticos autônomos podem ser guiados por sistemas de posicionamento acústico subaquáticos. Sistemas de navegação usando sonares também já foram desenvolvidos.

## Navegação a rádio
Os robôs também podem determinar suas posições usando a navegação a rádio.